# Kikai
Kikai (jap. 喜界町 Kikai-chō) – miasto w Japonii, w prefekturze Kagoshima, na wyspie Kikaijima. Według danych na rok 2020 miejscowość zamieszkiwało 6 629 mieszkańców , a gęstość zaludnienia wyniosła 116,7 os./km².